# Liste der Biografien/Duw
Liste der Biografien |
Portal Biografien |
Personensuche
# |
A |
B |
C |
D |
E |
F |
G |
H |
I |
J |
K |
L |
M |
N |
O |
P |
Q |
R |
S |
T |
U |
V |
W |
X |
Y |
Z |
?
 
Da |
Db |
Dc |
Dd |
De |
Dg |
Dh |
Di |
Dj |
Dk |
Dl |
Dm |
Dn |
Do |
Dq |
Dr |
Ds |
Du |
Dv |
Dw |
Dy |
Dz
 
Dua |
Dub |
Duc |
Dud |
Due |
Duf |
Dug |
Duh |
Dui |
Duj |
Duk |
Dul |
Dum |
Dun |
Duo |
Dup |
Duq |
Dur |
Dus |
Dut |
Duu |
Duv |
Duw |
Dux |
Duy |
Duz
Die Liste der Biografien führt alle Personen auf, die in der deutschsprachigen Wikipedia einen Artikel haben. Dieses ist eine Teilliste mit 31 Einträgen von Personen, deren Namen mit den Buchstaben „Duw“ beginnt.

## Duw

### Duwa
- Duwaer, Frans (1911–1944), niederländischer Widerstandskämpfer gegen den Nationalsozialismus
- Düwahl, Ludwig (1879–1940), deutscher Illustrator
- Duwaik, Abd al-Aziz (* 1948), palästinensischer Parlamentspräsident
- Duwanow, Sergei (* 1953), kasachischer Regimekritiker

### Duwe
- Duwe, Harald (1926–1984), deutscher Maler
- Duwe, Katharina (* 1952), deutsche Malerin
- Duwe, Kurt (* 1951), deutscher Ozeanograph und Politiker (FDP), MdHB
- Duwe, Lore (* 1935), deutsche KünstlerinLore Duwe (* 1935)

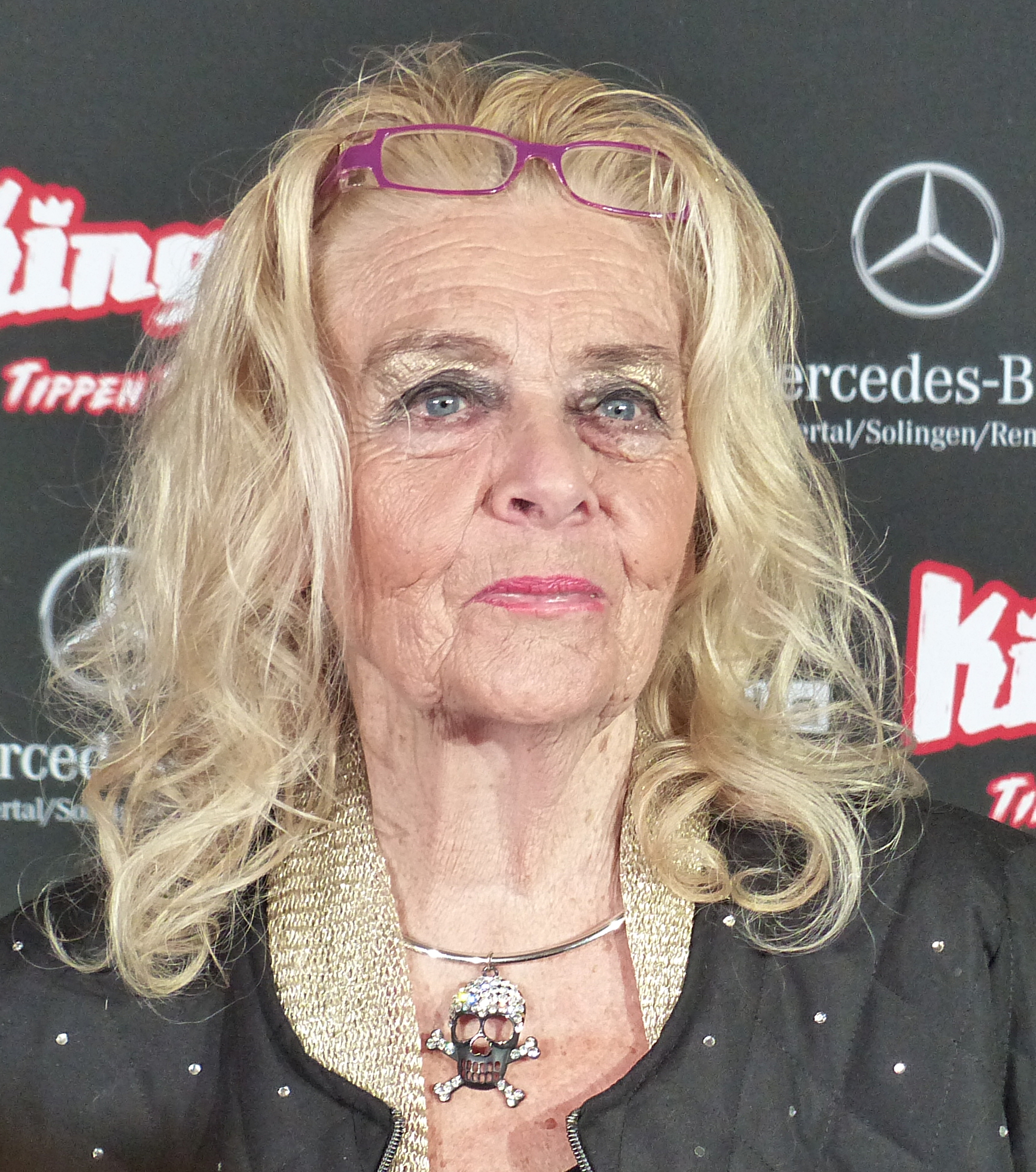
Lore Duwe (* 1935)

- Duwe, Michael, deutscher Komponist
- Düwel, Dirk R. (* 1941), deutscher Fernsehmanager und -produzent
- Düwel, Franca (* 1967), deutsche Autorin und Drehbuchautorin
- Düwel, Frank (* 1963), deutscher Regisseur, Autor, Festivalleiter/Theaterproduzent und Dozent
- Düwel, Hans (1891–1973), deutscher Germanist, Pädagoge und Hochschullehrer
- Düwel, Jörn (* 1965), deutscher Architekturhistoriker
- Düwel, Karin (* 1954), deutsche Schauspielerin
- Düwel, Klaus (1935–2020), deutscher Philologe
- Düwel, Norbert (* 1968), deutscher Fußballspieler und -trainerNorbert Düwel (* 1968)

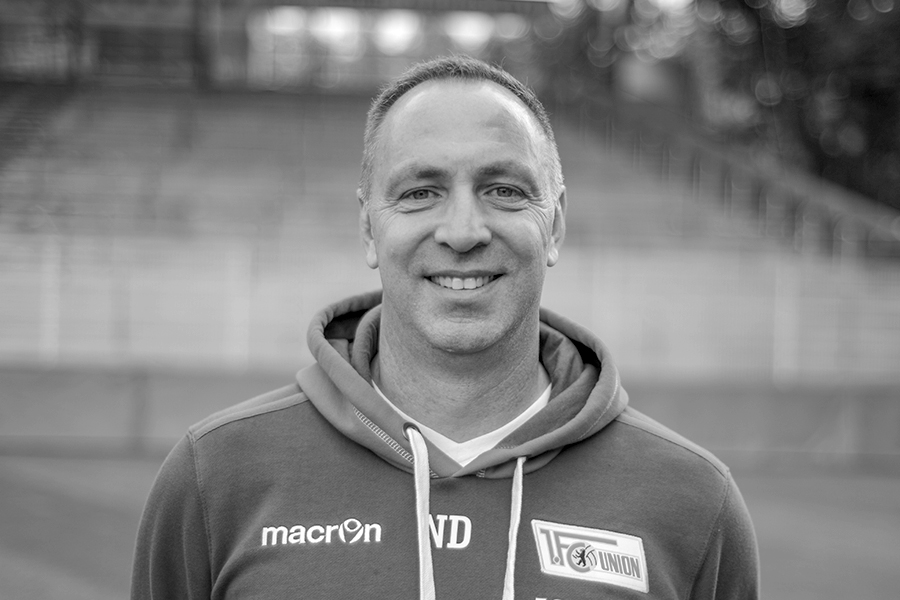
Norbert Düwel (* 1968)

- Düwel, Peter (1932–1999), deutscher Jurist und Ministerialbeamter
- Düwel, Wolf (1923–1993), deutscher Slawist
- Düwell, Bernhard (1891–1944), deutscher Politiker (USPD, KPD, SPD), MdR
- Düwell, Franz Josef (* 1946), deutscher Jurist und Berufsrichter
- Düwell, Karl von (1869–1930), deutscher Offizier, zuletzt Oberst im Ersten Weltkrieg
- Düwell, Kurt (* 1937), deutscher Historiker
- Düwell, Nils (* 1966), deutscher Schauspieler
- Düwell, Richard (1902–1944), deutscher Journalist, Theaterkritiker, Rundfunkreporter, Dramaturg und Cheflektor beim Film während der Zeit des Nationalsozialismus
- Duwendag, Dieter (1938–2022), deutscher Ökonom
- Duwenhögger, Lukas (* 1956), deutscher Künstler
- Düwer, Gerhard (* 1924), deutscher Widerstandskämpfer
- Düwer, Sönke (* 1967), deutscher Fusionmusiker (Schlagzeug, Keyboards, Komposition)

### Duwi
- Düwiger, Eckhard (* 1947), deutscher Fußballtrainer

### Duwn
- Duwner, Gerd (1925–1996), deutscher Schauspieler und Synchronsprecher